# Варлаам (архиепископ Вологодский)
Архиепископ Варлаам II — епископ Русской православной церкви, архиепископ Вологодский и Великопермский.

## Биография
С 1614 по 1627 год был архимандритом Великоустюжского Михаило-Архангельского монастыря.
8 (18) октября 1627 года хиротонисан во епископа Вологодского и Великопермского с возведением в сан архиепископа.
Вскоре после назначения на Вологодскую кафедру по просьбам граждан Вологды повелел написать житие почитаемого в народе Галактиона и воздвигнуть храм в честь иконы Знамения Божией Матери на месте кельи его и собрать братию.
В 1631 году добился от царя Михаила Фёдоровича увеличения архиерейских вотчин, а в 1634 году получил на них жалованную и несудимую грамоту.
Наряду с митрополитом Ростовским Варлаамом и архиепископом Псковским Иоасафом был в числе трёх кандидатов на патриарший престол после кончины в 1633 году патриарха Филарета.
В 1635 году получил две царские грамоты с требованием послать в недавно учреждённую Тобольскую епархию архимандрита или игумена, протопопа, иеромонахов и белых священников. По царскому указу духовенство Вологодской епархии должно было собрать для переселенцев пo 30 или 40 рублей на человека. Из Вологодской епархии в Тобольск отправились архимандрит Герасим из Спасо-Каменного монастыря, его келейный старец Иона, протопоп Григорий Пототурин, шесть священников и три иеромонаха.
Был воспитателем известного авантюриста Тимофея Анкудинова, назвавшегося впоследствии царевичем Иваном, сыном царя Василия Шуйского.
В январе 1645 года ушёл на покой в свой прежний монастырь. Будучи на покое, подал царю Алексею Михайловичу челобитную, в которой жаловался на то, что у него, якобы по слову государя, пытаются отобрать дорогую церковную утварь.
Год кончины неизвестен. Похоронен в Великоустюжском Михаило-Архангельском монастыре.